# Томас Дене
Томас Дене (нім. Thomas Dähne, нар. 4 січня 1994, Обераудорф) — німецький футболіст, воротар клубу «Вісла» (Плоцьк). Виступав, зокрема, за клуб «ГІК», а також молодіжну збірну Німеччини.

## Клубна кар'єра
Народився 4 січня 1994 року в місті Обераудорф. Вихованець клубу «Обераудорф» з однойменного міста в Баварії, в якому розпочав футбольну кар'єру в 2000 році. У 2005—2007 роках тренувався в клубі «Розенгайм». У середині 2007 року 13-річний юнак перейшов до австрійського «Ред Булл» (Зальцбург), де розпочав виступати в молодіжних команах цього клубу.
У 2010 році виступав у фарм-клубах Зальцбурга: «Аніф» та «Леферінг», останньому з яких у сезоні 2012/13 років допоміг виграти Регіоналлігу Захід та завоювати путівку до Другого дивізіону. 26 травня 2013 року — у зв'єязку з травмами Едді Ґустафссона та Александра Валька — зіграв у єдиному переможному (3:0) матчі австрійської Бундесліги проти «Австрії» (Відень), які напередодні забезпечили собі титул чемпіона країни. Решту часу виступав за «Ред Булл II», в якому взяв участь у 8 матчах чемпіонату. У червні 2014 року підписав річний контракт з «РБ Лейпциг» (Друга Бундесліга). У сезоні 2014/15 років виступав виключно за резервну команду, провів 12 матчів у чемпіонаті. По завершенні контракту керівництво клубу не запропонувало голкіперу нової угоди, до того ж сам гравець був зацікавлений у зміні команди.
Влітку 2015 року перейшов до чемпіона Фінляндії «ГІК» (Гельсінкі), де швидко став гравцем основного складу. 24 серпня 2015 року провів перший поєдинок у Вейккауслізі проти ГІФКа. Три дні по тому дебютував і в єврокубках, у нічийному (0:0) поєдинку кваліфікації Ліги Європи проти «Краснодару». У сезоні 2017 року виграв чемпіонат та кубок Фінляндії, у фіналі якого обіграв (2:0) «Сейняйоен Ялкапаллокерго».
У листопаді 2017 року підписав 2,5-річний контракт (мав вступити в силу з 1 січня 2018 року) з «Віслою» (Плоцьк), яку очолював Єжи Бженчек. Станом на 20 березня 2019 року відіграв за команду з Плоцька 40 матчів в національному чемпіонаті.

## Виступи за збірні
З 2009 по 2012 роках виступав за юнацькі збірні Німеччини різних вікових категорій (від U-16 до U-19), взяв участь у 12 матчах на юнацькому рівні, пропустив 5 м'ячів. У 2011 році був одним з гравців німецької збірної, яка завоювала бронзові нагороди Чемпіонату світу в Мексиці, однак на цьому турнірі він не зіграв жодного офіційного матчу.
Протягом 2013–2014 років залучався до складу молодіжної збірної Німеччини. На молодіжному рівні зіграв у 5 офіційних матчах, пропустив 7 голів.

## Досягнення
- Вейккаусліга
  -  Чемпіон (1): 2017

- Кубок Фінляндії
  -  Володар (1): 2016/17